# Владислав Вуков
Владислав Вуков (Зрењанин, 1955) је југословенски и српски сликар.

## Биографија
Рођен 1955. године у Зрењанину. У родном граду је завршио Вишу педагошку школу, а касније је дипломирао на Академији уметности у Новом Саду 1985. године у класи професора Исидора Врсајкова. Усавршавао се у Италији, Немачкој, Француској, Канади и Америци. Члан је Удружења ликовних уметника Војводине од 1986. године. Од 1994. године живи и ради у Канади. Народном музеју Зрењанин поклонио је 2001. године 285 својих радова, а касније још 18 дела. Већину радова чине дела настала од 1986. до 1993. године.